# Khaki

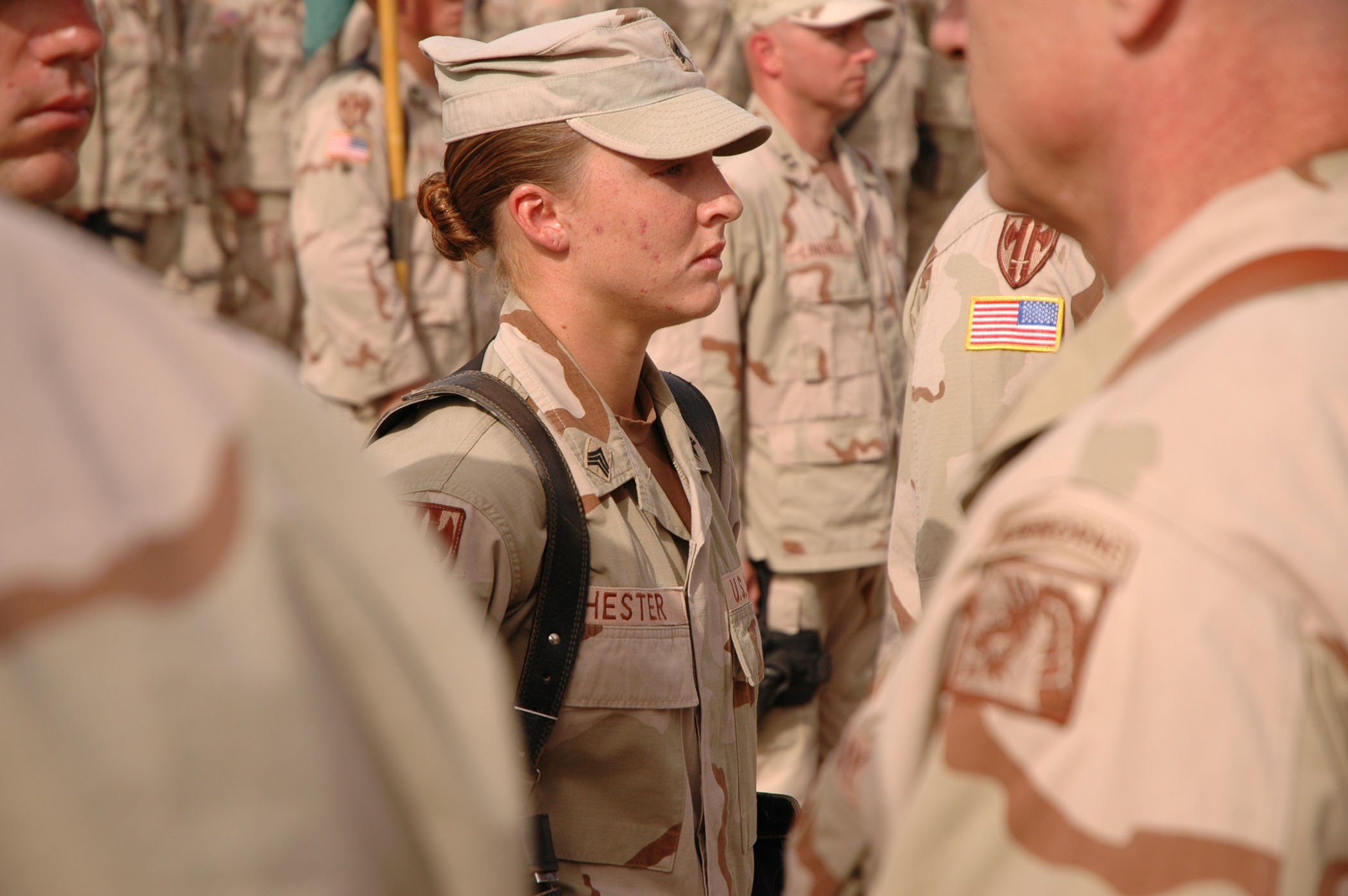
Militäruniformer med ljus khaki som basfärg

Khaki eller kaki (urdu kaki, dammfärgad, persiska kak, damm) är ett impregnerat bomullstyg som används till bland annat sport- och arbetskläder samt till fältuniformer eftersom färgen är föga ömtålig för smuts och på avstånd är svår att urskilja mot marken. I överförd bemärkelse betecknar ordet khaki färger som påminner om detta tyg.
Khakifärgen på uniformer utvecklades av de brittiska förbanden i Indien på 1840-talet. De dittills vita tropikuniformerna utgjorde utomordentliga måltavlor för fienden varför man kom på att färga in uniformerna med kaffe, currymjöl, mullbärssaft med mera för att ge dem en ljust gulbrun färg. Sedan effektivare färgningsmetoder tagits fram infördes khakifärgade uniformer inom hela den brittiska armén i Indien 1880. 1886 infördes på försök en khakiuniform även för andra tropikförband och 1898 bestämdes att khakiuniform skulle införas bland alla förband som tjänstgjorde i kolonierna. Genomförandet dröjde dock och vid andra boerkrigets utbrott var de flesta trupper i Sydafrika ännu utrustade med röda uniformer, något som kom att visa sig katastrofalt i krigets inledningsskede. Erfarenheterna från kriget medförde dock att khakifärgen snabbt blev populär även i andra länders arméer.
Bland HTML-färgerna för bildskärmar finns flera som kallas khaki. Deras koordinater visas i boxarna till höger.